# さがみ三太・良太
さがみ三太・良太（さがみさんた・りょうた）は昭和期に活躍した浪曲漫才コンビ。
共に初代相模太郎の門下。1974年コンビ結成。2003年コンビ解消。
解消後はさがみ三太は一人で漫談、さがみ良太は実の娘のいずみと「さがみ良太・いずみ」で活動していた。

## メンバー
- さがみ 三太（さがみ さんた、本名・鈴木猛男、1939年3月17日 - 2023年12月）

静岡県浜松市鴨江町の生まれ。1955年16歳の時に初代相模太郎に入門。芸名を相模金時で秩父劇場で初舞台。1960年より相模五郎と改名し、司会、漫談に転向しその後、1974年良太とコンビを組む。現在は漫談家として活動。日本浪曲協会、漫才協会に所属していたが、2022年時点では両協会を離れている。「相模太郎」の名跡を預かる。芸名の由来は灰神楽三太郎から。2006年、静岡市駿河区にオープンした温浴施設「すんぷ夢ひろば」(その後2010年頃に閉鎖、のちに「大江戸温泉物語 天下泰平の湯すんぷ夢ひろば」→2020年現在「リバティリゾート久能山」） に併設された「すんぷ演芸場」のプロデュースにも携わっていた。そのため一時静岡県に居住していた。漫才研究家の神保喜利彦によると2023年12月に亡くなったとのことである。
- さがみ 良太（さがみ りょうた、本名・鴇崎義泉[ときざき よしずみ]、1933年6月15日 - 2015年5月11日[3]）

群馬県館林市の生まれ、両親とも浪曲師で自身は浪曲の曲師をしていた。浅草東洋劇場に入り「みなみ良雄」の名でコメディアンとなり、1963年2月に「じん弘とスリーポインツ」（元々はじん弘、萩本欽一とのトリオだったが、萩本が4ヶ月で脱退。）を結成。その後「コント・コンビネーション」等のメンバーで活躍、1972年に「スリー・アンバランス」（斎藤正道、清水粒太とのトリオ）を結成も1年ほどで解散。妻は東家三楽嬢の名で浪曲師をしていた。解散後は実の娘のいずみと「さがみ良太・いずみ」で2014年頃まで活動。

## 芸風・ギャグ
三太は概ね和装。対する良太は洋装。この洋装の良太が三味線を抱えて曲を奏でながら、三太が朗々と歌う。いよいよ盛り上がってきたところで突如「丁度時間となりました」と三太が締めに入ってしまう。

良太が「まだ早いよ」と突っ込んでいなし、話を進行させる。暫く進んでまた三太が「丁度時間と…」と締めに掛かる。良太が「だからまだだって！」と突っ込み話を進行させる。

両名が登場して三太が自己紹介をした後「丁度時間と…」と持って行くパターンもあった。

## 弟子
- ビックボーイズ
- 酒井くにお・とおる
- ナナオ